# Diana Aguavil
Diana Alexandra Aguavil Calazacón, född 7 augusti 1983, är en ecuadoriansk ledare för ursprungebefolkning. Hon valdes 25 augusti 2018 till ledare ("guvernör") för Tsáchila-folket. Hon var den andra kvinnan som ställde upp i valet till posten, och den första som valdes till posten sedan den inrättades 104 år tidigare.